# Ola Olsson (manusförfattare)
Ola Olsson född Karl-Olof Olsson 1 december 1943 i Västra Skrävlinge Malmö, död 19 november 2008 i Stockholm, var en svensk dramaturg och regissör. 

## Regi i urval
- 1973 - Ådalen 1973

## Filmmanus i urval
- 1980 – Barnens ö
- 1986 - Älska mej
- 1987 - Varuhuset
- 2004 - Så som i himmelen

## Dramaturg
- 1985 - August Strindberg ett liv
- 1986 - Älska mej
- 1995 - Vendetta